# 데프스타 레코드

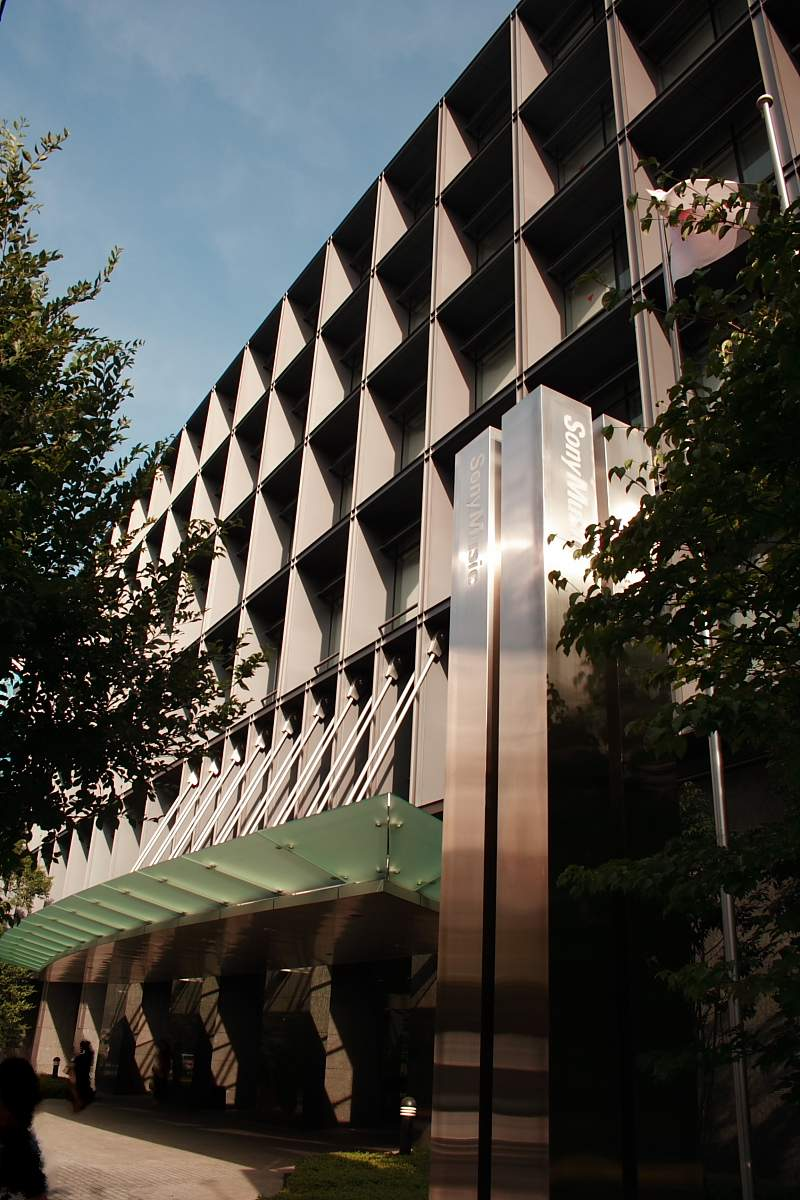
데프스타 레코드가 소속해 있는 SME 롯폰 정 빌딩

주식회사 데프스타 레코드(DefSTAR Records Inc.)는 소니 뮤직 엔터테인먼트 재팬 산하 일본의 음반 제작사·레이블이다.
2001년 1월에 소니 뮤직 엔터테인먼트의 제작 부문에서 분리된 회사이다. 초대 대표는 후에 워너 뮤직 재팬의 사장을 맡았던 요시다 다카시이다.
2015년에 SME 레코드에 흡수되어 폐지되었다.

## 소속 음악가

### 현재 소속 음악가
- 구리야마 지아키
- 케미스트리
- 고니시 마나미
- 츠지 시온
- 히라이 겐
- 모노브라이트 (소속사는 어뮤즈)
- 릴비
- 와케시마 가논
- 시리쓰에비스추가쿠

### 과거 소속했던 음악가
이적
- AKB48 (킹레코드)
- 소에루 (리듬존)
- 브릴리언트 그린 (워너 뮤직 재팬)
  - 카와세 토모코
  - 토미 페브러리6
  - 토미 헤븐리6

해체·은퇴
- 옐로 제너레이션
- 킹기드라
- 원더걸스
- 히라카와치 잇쵸메
- 비트 크루세이더